# Wien Krottenbachstraße
Wien Krottenbachstraße (niem: Haltestelle Wien Krottenbachstraße) – przystanek kolejowy w Wiedniu, w Austrii. Znajduje się w 19. dzielnicy Döbling. Stacja została otwarta w 1987 roku i jest obecnie obsługiwana przez pociągi S-Bahn linii S45. Stacja posiada dwa perony boczne, a w pobliżu znajduje się przystanek autobusowy linii 35A.

## Historia
Gdy wybudowano Vorortelinie w 1898 roku, przystanek Krottenbachstraße nie został otwarty, ponieważ obszar ten był słabo zaludniony. Dopiero wybudowano go w 1932 roku i ponownie w 1987 r., stacja ta została wybudowana przez architekta Aloisa Machatscheka i Wilfrieda Schermanna w stylu Otto Wagnera. Dzisiaj obsługuje pociągi S-Bahn linii S45.
| Wien Krottenbachstraße           |  |                                      |
| Linia Vorortelinie (6,850 km)    |  |                                      |
| Wien Gersthofodległość: 1,450 km |  | Wien Oberdöbling odległość: 0,600 km |